# Marian Marciak
 (mars 2023).
Si vous disposez d'ouvrages ou d'articles de référence ou si vous connaissez des sites web de qualité traitant du thème abordé ici, merci de compléter l'article en donnant les références utiles à sa vérifiabilité et en les liant à la section « Notes et références ».
Marian Marciak, né le 25 septembre 1938 en Pologne, est un pianiste compositeur français.

## Biographie

### Famille et formation
Marian Marciak naît le 25 septembre 1938 dans une famille polonaise de Galicie orientale aux origines mêlées, polonaises, ukrainiennes, hongroises… Il manifeste très tôt une vocation pour la musique et le piano. Ses dons pianistiques lui valent très tôt une reconnaissance unanime. En parallèle de sa formation d'organiste chez les pères salésiens à Przemyśl, Marian Marciak suit un enseignement musical à l’École supérieure de Musique de Rzeszów où il se produit à dix-sept ans en concert à la Philharmonie dans le Concerto pour piano no 20 K.466 de Mozart, avant d'intégrer l'université de musique Frédéric-Chopin de Varsovie, où il obtient le premier prix de piano. Après avoir suivi l'enseignement de Zbigniew Drzewiecki et de Janina Stojałowska, une élève du pianiste Ignaz Friedman, elle-même professeure d'Adam Harasiewicz, premier prix au Concours international de piano Frédéric-Chopin en 1955, Marian Marciak suit la master classe du pianiste Arturo Benedetti Michelangeli à l'Académie musicale Chigiana de Sienne, puis entre au conservatoire national supérieur de musique de Paris, dans la classe de Pierre Sancan. Il s'installe en France, où il se marie, fonde une famille et prend la nationalité française.[réf. nécessaire]

### Pédagogue
Il participe à la création[réf. nécessaire] de l'école de musique de Bailly-Noisy, créée en 1971.
Durant trois décennies, au sein de l'École de musique, comme en cours particulier, les élèves de Marian Marciak témoignent avoir durablement bénéficié de cette approche renouvelée de la musique, qui n’hésite pas à convoquer la poésie, la peinture, l'observation de la nature, et qui pour certains a changé leur vie.[réf. nécessaire]
Au début des années 2000, Marian Marciak accompagne au piano le chœur d'hommes du Pays vannetais,
Marian Marciak édite également des compositions pianistiques pour enfants (Mon Village, Impressions de Paris). 
Il publie en 2021 un recueil de poésies, fruit des méditations d'une vie.

## Œuvre
Pianiste concertiste, il donne, durant des années, des récitals et compose des mélodies pour de nombreux artistes : Une Enfance pour Nicoletta reprise et interprétée par Ray Charles dans le film The Banker sorti en 2020, Mais mon cœur est vide pour Marie Laforêt, etc.

### Musique sacrée
Ses compositions, publiées sous le label Philips sont principalement d'inspiration religieuse :
- 1969 : Musique Sacrée ;
- 1970 : Sanctus, œuvre de musique sacrée, pour piano et orgue, avec la voix de Danielle Licari
Mgr Ladislas Rubin, évêque titulaire de Serta (de), secrétaire du synode, écrit le 12 décembre 1969[6] : « La musique sacrée de Marian Marciak, dans sa simplicité et sa sincérité, ouvre le cœur à la prière sous un aspect nouveau. J'espère que ce disque plein de foi et de jeunesse jouera un rôle important dans l'évolution de la musique sacrée et son renouveau ».
Face 1[7] :  Kyrie (3 min 40 s), Credo (3 min 05 s), Sanctus (4 min 16 s), Agnus Dei (2 min 55 s), Gloria (2 min 54 s)
Face 2[8] : Jérusalem, Jérusalem (4 min 04 s), Et tu l'appelleras Jésus (3 min 15 s), La pêche miraculeuse (2 min 50 s), Mon Noël (4 min 32 s).
Arrangements et direction : François Rauber. Piano : Marian Marciak[9].
- 1972 : Cantates de notre Temps, œuvre de musique sacrée pour chœur, orgue et piano. Les interprètes au disque en sont la chorale des Jeunesses musicales de France sous la direction de leur créateur et chef Louis Martini, avec la soliste Nicole Robin.
Face 1[10] : Ave Maria Stella (6 min 10 s), Les collines abandonnées (3 min 40 s), Psaume 136 (3 min 15 s), Le mont des oliviers (3 min 30 s)
Face 2[11] : Ave Maria (3 min 20 s), Psaume 150(4 min 00 s), La colombe du Seigneur (2 min 40 s), Seigneur, comment te reconnaître (3 min 55 s), Rebecca à la fontaine (3 min 00 s).
Arrangements et direction : François Rauber. Piano : Marian Marciak[12].
- 1979 : Messe polonaise en Hommage à Jean-Paul II, gravée au disque chez Philips avec le chœur de garçons et d'hommes de la philharmonie de Poznań sous la direction de Stefan Stuligrosz (pl), Marian Marciak tenant lui-même la partie d'orgue.
Kyrie (1 min 13 s), Gloria (2 min 47 s), Credo (4 min 22 s), Sanctus (1 min 36 s), Pater Noster (2 min 34 s), Agnus Dei (1 min 31 s)
Róze Maryi (Roses de Marie 2 min 03 s)
Plomienie blogoslawione (Flammes bienheureuses 3 min 25 s)
Swiatla blekitne (Lumières bleues 5 min 50 s)
Plynie placz we mnie (Psaume Larmes intérieures 4 min 54 s)
Petite messe de l'est : Kyrie, Santus, Agnus Dei

### Œuvres pour piano solo (cahiers pour enfants)

#### Mon village
Vol. 1 : Les oies sauvages, La prière d'une mère, Le bal des pivoines, La route qui mène à mon village, Les boutons d'or.
Vol. 2 : Robe blanche et Ruban bleu, Pluie d'étoiles, Champ de lin, Fifres et tambours, Le soir vient sur la colline.

#### Impressions de Paris
Vol. 1: Le petit canal, Par la fenêtre, Les cerises au soleil de pluie, Une allée au Luxembourg, La première lettre.
Vol. 2 : Quai des adieux, Le long de la Seine, Un amour de 14 juillet, L'île Saint-Louis, Le manège des Tuileries.

## Pour approfondir